# Janelle Monáes diskografi
Den amerikanske R&B og soul-sanger og sangskriver Janelle Monáes diskografi består af tre studielabums, tre EP'er, 20 singler og 18 musikvideoer. Monáe debuterede med EP'en Metropolis: Suite I (The Chase). Den havde moderat kommerciel succes, og toppede som nummer 115 på Billboard i USA.
I 2010 udgav Janelle Monáe sit debutalbum The ArchAndroid, der var et konceptalbum og efterfølger til hendes EP. Det blev udgivet på Bad Boy Records. Sangen "Tightrope" blev nomineret til Best Urban/Alternative Performance ved Grammy Awards. Albummet nåede nummer 17 på Billboard 200.
Monáe medvirkede på sangen "We Are Young" af bandet fun., og i marts 2012 nåede den førstepladsen på Billboard Hot 100, hvilket var hendes første gang på hitlisten. Monáe udgav sit andet album, The Electric Lady, den 10. september 2013.
Hendes tredje album, Dirty Computer, blev udgivet den 27. april 2018.

## Studiealbums
| Titel                                                                             | Albumdetaljer | Højeste hitlisteplacering | Højeste hitlisteplacering | Højeste hitlisteplacering | Højeste hitlisteplacering | Højeste hitlisteplacering | Højeste hitlisteplacering | Højeste hitlisteplacering | Højeste hitlisteplacering | Højeste hitlisteplacering | Højeste hitlisteplacering |
| Titel                                                                             | Albumdetaljer | US                        | US R&B/ H-H               | AUS                       | CAN                       | DEN                       | GER                       | IRE                       | NL                        | SWI                       | UK                        |
| --------------------------------------------------------------------------------- | --- | ------------------------- | ------------------------- | ------------------------- | ------------------------- | ------------------------- | ------------------------- | ------------------------- | ------------------------- | ------------------------- | ------------------------- |
| The ArchAndroid                                                                   | - Udgivet: May 18, 2010 - Pladeselskab: Bad Boy , Wondaland , Atlantic Records - Formater: CD, digital download, LP      | 17                        | 4                         | —                         | —                         | 15                        | 12                        | 24                        | 65                        | 36                        | 51                        |
| The Electric Lady                                                                 | - Udgivet: September 6, 2013 - Pladeselskab: Bad Boy , Wondaland , Atlantic Records - Formater: CD, digital download, LP | 5                         | 3                         | 22                        | 10                        | 11                        | 68                        | 7                         | 28                        | 30                        | 14                        |
| Dirty Computer                                                                    | - Release: April 27, 2018 - Pladeselskab: Bad Boy , Wondaland , Atlantic Records - Formater: CD, digital download, LP    | 6                         | 4                         | 12                        | 8                         | 30                        | 29                        | 9                         | 20                        | 11                        | 8                         |
| "—" denotes a recording that did not chart or was not released in that territory. | |                           |                           |                           |                           |                           |                           |                           |                           |                           |                           |

## Demos
| Titel        | Demodetaljer                                                        |
| ------------ | ------------------------------------------------------------------- |
| The Audition | - Udgivet: 2003 - Pladeselskab: Wondaland Arts Society - Format: CD |

## EP’er
| Titel                                                                             | Detaljer                                                                                                  | Højeste hitlisteplacering | Højeste hitlisteplacering | Højeste hitlisteplacering |
| Titel                                                                             | Detaljer                                                                                                  | US                        | US Heat                   | US R&B/ H-H               |
| --------------------------------------------------------------------------------- | --- | ------------------------- | ------------------------- | ------------------------- |
| Metropolis: Suite I (The Chase)                                                   | - Udgivet: August 24, 2007 - Pladeselskab: Bad Boy - Formater: CD, digital download, LP                   | 115                       | 2                         | 20                        |
| iTunes Festival: London 2013                                                      | - Udgivet: September 9, 2013 - Pladeselskab: Bad Boy - Formater: Digital download                         | —                         | —                         | —                         |
| Wondaland Presents: The Eephus                                                    | - Udgivet: August 14, 2015 - Pladeselskab: Wondaland Records, Epic, Sony - Formater: CD, digital download | 22                        | —                         | 5                         |
| "—" denotes a recording that did not chart or was not released in that territory. | |                           |                           |                           |

## Singler

### Som hovedkunstner
| Titel                                                                             | År   | Højeste hitlisteplacering | Højeste hitlisteplacering | Højeste hitlisteplacering | Højeste hitlisteplacering | Højeste hitlisteplacering | Højeste hitlisteplacering | Højeste hitlisteplacering | Højeste hitlisteplacering | Højeste hitlisteplacering | Højeste hitlisteplacering | Certificeringer | Album                                 |
| Titel                                                                             | År   | US                        | US R&B /HH                | US R&B                    | US Adult R&B              | BEL (FL) Tip              | CAN                       | IRE                       | JPN                       | NZ                        | UK                        | Certificeringer | Album                                 |
| --------------------------------------------------------------------------------- | ---- | ------------------------- | ------------------------- | ------------------------- | ------------------------- | ------------------------- | ------------------------- | ------------------------- | ------------------------- | ------------------------- | ------------------------- | --------------- | ------------------------------------- |
| "Lettin' Go"                                                                      | 2006 | —                         | —                         | —                         | —                         | —                         | —                         | —                         | —                         | —                         | —                         |                 | Got Purp? Vol. 2                      |
| "Violet Stars Happy Hunting!"                                                     | 2007 | —                         | —                         | —                         | —                         | —                         | —                         | —                         | —                         | —                         | —                         |                 | Metropolis: Suite I (The Chase)       |
| "Many Moons"                                                                      | 2008 | —                         | —                         | —                         | —                         | —                         | —                         | —                         | —                         | —                         | —                         |                 | Metropolis: Suite I (The Chase)       |
| "Open Happiness" (with Brendon Urie, CeeLo Green, Patrick Stump and Travis McCoy) | 2009 | —                         | —                         | —                         | —                         | —                         | —                         | —                         | —                         | 29                        | —                         |                 | N/A                                   |
| "Tightrope" (featuring Big Boi)                                                   | 2010 | —                         | —                         | —                         | —                         | 20                        | —                         | —                         | —                         | —                         | —                         |                 | The ArchAndroid                       |
| "Cold War"                                                                        | 2010 | —                         | —                         | —                         | —                         | —                         | —                         | —                         | —                         | —                         | —                         |                 | The ArchAndroid                       |
| "Q.U.E.E.N." (featuring Erykah Badu)                                              | 2013 | —                         | 47                        | 21                        | —                         | —                         | —                         | —                         | —                         | —                         | —                         |                 | The Electric Lady                     |
| "Dance Apocalyptic"                                                               | 2013 | —                         | —                         | —                         | —                         | —                         | —                         | 79                        | 83                        | —                         | —                         |                 | The Electric Lady                     |
| "PrimeTime" (featuring Miguel)                                                    | 2013 | —                         | 36                        | 19                        | 29                        | —                         | —                         | —                         | —                         | —                         | —                         |                 | The Electric Lady                     |
| "What Is Love"                                                                    | 2014 | —                         | —                         | —                         | —                         | —                         | —                         | —                         | —                         | —                         | —                         |                 | Rio 2 (Music From the Motion Picture) |
| "Heroes"                                                                          | 2014 | —                         | —                         | —                         | —                         | —                         | —                         | —                         | —                         | —                         | —                         |                 | Pepsi Beats of the Beautiful Game     |
| "Electric Lady" (featuring Solange)                                               | 2014 | —                         | —                         | —                         | —                         | —                         | —                         | —                         | —                         | —                         | —                         |                 | The Electric Lady                     |
| "Yoga" (with Jidenna)                                                             | 2015 | 79                        | 24                        | 8                         | —                         | —                         | —                         | —                         | —                         | —                         | —                         | - RIAA: Gold    | Wondaland Presents: The Eephus (EP)   |
| "Make Me Feel"                                                                    | 2018 | 99                        | —                         | 9                         | 30                        | 3                         | 98                        | —                         | —                         | —                         | 74                        |                 | Dirty Computer                        |
| "Django Jane"                                                                     | 2018 | —                         | —                         | —                         | —                         | —                         | —                         | —                         | —                         | —                         | —                         |                 | Dirty Computer                        |
| "Pynk" (featuring Grimes)                                                         | 2018 | —                         | —                         | 21                        | —                         | —                         | —                         | —                         | —                         | —                         | —                         |                 | Dirty Computer                        |
| "I Like That"                                                                     | 2018 | —                         | —                         | 14                        | 1                         | —                         | —                         | —                         | —                         | —                         | —                         |                 | Dirty Computer                        |
| "—" denotes a recording that did not chart or was not released in that territory. |      |                           |                           |                           |                           |                           |                           |                           |                           |                           |                           |                 |                                       |

### Som featered kunstner
| Titel                                                                             | År   | Højeste hitlisteplacering | Højeste hitlisteplacering | Højeste hitlisteplacering | Højeste hitlisteplacering | Højeste hitlisteplacering | Højeste hitlisteplacering | Højeste hitlisteplacering | Højeste hitlisteplacering | Højeste hitlisteplacering | Højeste hitlisteplacering | Certificeringer | Album                   |
| Titel                                                                             | År   | US                        | AUS                       | BEL (FL)                  | BEL (WA)                  | CAN                       | FRA                       | IRE                       | JPN                       | NZ                        | UK                        | Certificeringer | Album                   |
| --------------------------------------------------------------------------------- | ---- | ------------------------- | ------------------------- | ------------------------- | ------------------------- | ------------------------- | ------------------------- | ------------------------- | ------------------------- | ------------------------- | ------------------------- | --- | ----------------------- |
| "We Are Young" (fun. featuring Janelle Monáe)                                     | 2011 | 1                         | 1                         | 5                         | 2                         | 1                         | 7                         | 1                         | 5                         | 2                         | 1                         | - RIAA: 9× Platinum - ARIA: 6× Platinum - BEA: Gold - BPI: 2× Platinum - MC: 7× Platinum - RMNZ: 2× Platinum - RIAJ: Gold - SNEP: Gold | Some Nights             |
| "Special Education" (Goodie Mob featuring Janelle Monáe)                          | 2013 | —                         | —                         | —                         | —                         | —                         | —                         | —                         | —                         | —                         | —                         | | Age Against the Machine |
| "Pressure Off" (Duran Duran featuring Janelle Monáe and Nile Rodgers)             | 2015 | —                         | —                         | 133                       | 72                        | —                         | —                         | —                         | 87                        | —                         | —                         | | Paper Gods              |
| "Sweet Life" (Jeezy featuring Janelle Monáe)                                      | 2015 | —                         | —                         | —                         | —                         | —                         | —                         | —                         | —                         | —                         | —                         | | Church In These Streets |
| "This Is for My Girls" (among Artists for Let Girls Learn)                        | 2016 | —                         | —                         | —                         | —                         | —                         | —                         | —                         | —                         | —                         | —                         | | ikke album-single       |
| "—" denotes a recording that did not chart or was not released in that territory. |      |                           |                           |                           |                           |                           |                           |                           |                           |                           |                           | |                         |

### Promo-singler
| Titel                               | År   | Album             |
| ----------------------------------- | ---- | ----------------- |
| "Come Alive (The War of the Roses)" | 2009 | The ArchAndroid   |
| "Shape of Things to Come"           | 2010 | N/A               |
| "We Were Rock & Roll"               | 2013 | The Electric Lady |

## Andre sange på hitlisterne
| Titel                  | År   | Højeste hitlisteplacering | Album          |
| Titel                  | År   | NZ Heat.                  | Album          |
| ---------------------- | ---- | ------------------------- | -------------- |
| "Crazy, Classic, Life" | 2018 | 9                         | Dirty Computer |

## Gæsteoptrædener
Følgende sange er ikke singler eller promotion-singler og har ikke indgået på noget album af Janelle Monáe.
| Titel                                  | År   | Andre kusntnere                        | Album                                                                                |
| -------------------------------------- | ---- | -------------------------------------- | ------------------------------------------------------------------------------------ |
| "My First Love"                        | 2005 | Jaspects                               | In "House" Sessions                                                                  |
| "Time Will Reveal"                     | 2005 | Purple Ribbon All-Stars                | Got Purp? Vol. 2                                                                     |
| "Lettin' Go"                           | 2005 | Purple Ribbon All-Stars                | Got Purp? Vol. 2                                                                     |
| "Peachtree Blues"                      | 2006 | Jaspects                               | Broadcasting the Definition                                                          |
| "Call the Law"                         | 2006 | Outkast                                | Idlewild                                                                             |
| "In Your Dreams"                       | 2006 | Outkast                                | Idlewild                                                                             |
| "Nerd Girl"                            | 2009 | Chester French                         | Jacques Jams, Vol. 1: Endurance (mixtape)                                            |
| "2012"                                 | 2009 | Jaspects                               | The Polkadotted Stripe                                                               |
| "The Kids"                             | 2010 | B.o.B                                  | B.o.B Presents: The Adventures of Bobby Ray                                          |
| "Be Still"                             | 2010 | Big Boi                                | Sir Lucious Left Foot: The Son of Chico Dusty                                        |
| "Our Riotous Defects"                  | 2010 | of Montreal                            | False Priest                                                                         |
| "Enemy Gene"                           | 2010 | of Montreal                            | False Priest                                                                         |
| "Without a Fight"                      | 2010 | Ingen                                  | For Colored Girls: Music From and Inspired by the Original Motion Picture Soundtrack |
| "Dance"                                | 2011 | Saul Williams                          | Volcanic Sunlight                                                                    |
| "Do My Thing"                          | 2012 | Estelle                                | All of Me                                                                            |
| "Fashion"                              | 2014 | Paolo Nutini                           | Caustic Love                                                                         |
| "Visions of You"                       | 2014 | Sérgio Mendes                          | Magic                                                                                |
| "Slip Slide"                           | 2015 | Donnie Trumpet & The Social Experiment | Surf                                                                                 |
| "Gabby"                                | 2015 | The Internet                           | Ego Death                                                                            |
| "Venus Fly"                            | 2015 | Grimes                                 | Art Angels                                                                           |
| "Hum Along and Dance (Gotta Get Down)" | 2016 | Ingen                                  | The Get Down (Original Soundtrack from the Netflix Original Series)                  |
| "Isn't this the World"                 | 2016 | Ingen                                  | Hidden Figures: The Album                                                            |
| "Jalapeño"                             | 2016 | Pharrell Williams                      | Hidden Figures: The Album                                                            |
| "Safari"                               | 2017 | Jidenna, St. Beauty, Nana Kwabena      | The Chief                                                                            |
| "Whatthegirlmuthafuckinwannadoo"       | 2018 | The Coup                               | The Soundtrack to Sorry to Bother You                                                |

## Musikvideoer
| Titel                                                    | År   | Insturktør(er)       |
| -------------------------------------------------------- | ---- | -------------------- |
| "Morris Brown" (Outkast featuring Scar, Sleepy Brown)    | 2006 | Bryan Barber         |
| "Many Moons"                                             | 2008 | Alan Ferguson        |
| "Tightrope" (featuring Big Boi)                          | 2010 | Wendy Morgan         |
| "Tightrope (Wondamix)" (featuring B.o.B and Lupe Fiasco) | 2010 | Wendy Morgan         |
| "Cold War"                                               | 2010 | Wendy Morgan         |
| "Be Still" (Big Boi featuring Janelle Monáe)             | 2011 | Ingen                |
| "We Are Young" (fun. featuring Janelle Monáe)            | 2011 | Marc Klasfeld        |
| "Q.U.E.E.N." (featuring Erykah Badu)                     | 2013 | Alan Ferguson        |
| "Dance Apocalyptic"                                      | 2013 | Wendy Morgan         |
| "Special Education" (Goodie Mob featuring Janelle Monáe) | 2013 | John Colombo         |
| "PrimeTime" (featuring Miguel)                           | 2013 | Alan Ferguson        |
| "Heroes"                                                 | 2014 | The Young Astronauts |
| "Electric Lady"                                          | 2014 | Alan Ferguson        |
| "Yoga" (featuring Jidenna)                               | 2015 | Dave Meyers          |
| "Pressure Off" (Duran Duran featuring Janelle Monáe)     | 2015 | Ingen                |
| "Venus Fly" (Grimes featuring Janelle Monáe)             | 2017 | Grimes               |
| "Make Me Feel"                                           | 2018 | Alan Ferguson        |
| "Django Jane"                                            | 2018 | Andrew Donaho        |
| "Pynk"                                                   | 2018 | Emma Westenberg      |
| "I Like That"                                            | 2018 | Lacey Duke           |